# Železniční trať Kojetín–Tovačov
Železniční trať Kojetín–Tovačov (v jízdním řádu pro cestující označená číslem 304, dříve 334) je jednokolejná regionální dráha, odbočuje v Kojetíně od hlavní tratě Brno–Přerov a končí v Tovačově. Provoz na trati byl zahájen v roce 1895. V roce 1981 byla zastavena osobní doprava a trať později přestala být uváděna v jízdním řádu pro cestující. Nyní se trať využívá pro manipulační jízdy a pro zvláštní vlaky, příležitostně i pro nákladní vlaky se štěrkem. Pravidelná osobní doprava je aktuálně (2024) provozována dopravcem Railway Capital v prázdninové soboty a vybrané dny. Historické soupravy zajišťují pět párů vlaků denně, a to střídavě z Kroměříže a z Chropyně.

## Železniční stanice a zastávky
Na trati jsou nyní funkční 2 nákladiště a 2 zastávky. Mezi úplně zrušené zastávky patří zastávka Uhřičice.

### Stanice Kojetín
Železniční stanice Kojetín z větší části náleží trati 300. Tovačovka v Kojetíně začíná, v dnešní době je možné dostat se na trať 304 z 2. a 4. staniční koleje. Stanice v Kojetíně je ovládána pomocí elektromechanického zabezpečovacího zařízení, jež je rozděleno do tří častí: 1. stavědlo ovládá výhybky v první polovině stanice (směr trať 300 – Chropyně a 303 – Kroměříž), 2. stavědlo ovládá výhybky v druhé polovině stanice (směr trať 300 – Nezamyslice a trať 304 – Tovačov). Třetí a poslední částí je ústřední stavědlo, které je umístěno ve výpravní budově a slouží k podávání příkazů stavědlům, staničním hlášením a změnám návěstních znaků. Kojetínská stanice má 11 staničních kolejí a 3 manipulační.

### Zastávka Uhřičice obec
Vznikla v roce 1936 v km 3,8 tratě (takový měla i provizorní název), tedy přímo v obci Uhřičice. 
Je náhrada za původní zastávku Uhřičice, která byla daleko od obce a byla tímto nepraktická. Dříve se v ní nacházela i manipulační kolej, sloužící jako překladiště zemědělských plodin. I přesto byla stará zastávka v roce 1967 zrušena. V nové byl mezitím postaven betonový přístřešek, až do roku 1977 se zde prodávaly jízdenky. Přístřešek, spolu s původním nástupištěm, byl zbourán v 90. letech. Nakonec byla zastávka fyzicky obnovena znovupostavením nejprve provizorního nástupiště v roce 2015, o 5 let později trvalého betonového, spolu s vývěsní skříňkou a cedulí.

### Nákladiště Lobodice
Lobodické nákladiště má dvě koleje, z nichž jedna je určena pro nástup a výstup cestujících a odbočuje z ní vlečka do areálu PREFA, štěrkovny. Dříve byla stanice řízena pomocí výpravčího, který dával svolení k odjezdu, a výhybkářů, kteří stavěli vlakové cesty. Nyní je nákladiště stále ovládáno ručně, ovšem již pouze pomocí pracovníků, kteří přestavení vlakové cesty potřebují (nemá stálé obsazení). Výhybky jsou chráněny klíčem, které brání jejich přestavení neoprávněnými osobami.

### Hláska Skašov
Sloužila jako informátor pro stanici Lobodice o průjezdu vlaku do Lobodic. Dále měla za úkol přestavovat výhybku směr Tovačov nebo vlečka do Štěrkoven. Nyní je tato hláska zrušena, budova byla zbořena roku 2019. Místo ní je nainstalována samovratná výhybka a tři hlavní návěstidla značící volnost trati.

### Zastávka Oplocany
Tuto zastávku si obec Oplocany vyžádala při stavbě a podložila velkou spotřebou a produkcí obce. Zastávka byla zřízena roku 1936, později byla zrušena a v roce 2019 opět obnovena.

### Nákladiště Tovačov
Nákladiště Tovačov (do 8. prosince 2006 železniční stanice) je poslední na této trati. Má tři staniční koleje, z toho jednu kusou. Původní třetí staniční kolej byla zrušena a vytrhána. Jako jediná z celé Tovačovky má výpravní budova i jedno nadzemní patro, nyní je však prodána soukromé osobě. Dříve zde stálo i skladiště a strážní domek. I zde byla trať řízena pomocí výpravčího a výhybkářů, kteří přestavovali výhybky. Nyní je však nákladiště prázdné a výhybky jsou zabezpečeny pomocí klíče proti přestavování neoprávněnými osobami. Zastávky Uhřičice obec, Lobodice, Oplocany, Tovačov a jsou nyní používány při jízdách zvláštních vlaků.

## Současné využití
V současné době pravidelně pořádá zvláštní osobní vlaky s historickými vozidly spolek Kroměřížská dráha. Ve změně knižního jízdního řádu 2010/2011 v příloze "Nostalgické vlaky" ze dne 12. června 2011 byly vedeny zvláštní vlaky, které vyjely ve dnech 22. a 23. října 2011 v rámci akce "Výlov Hradeckého rybníka". Trať 334 se tak po mnoha letech objevila v knižním jízdním řádu. V roce 2013 se uskutečnily tři již tradiční mimořádné jízdy. O víkendu 4. a 5. května 2013 vyjel na trať motorový vůz M 131.1 "Hurvínek" v rámci akce Key Disc Dog Freestyle + Plastic People of Tovačov. Dále proběhla tradiční jízda na akci Tovačovský portál a Kojetínské hody, která se uskutečnila o víkendu 17. a 18. srpna 2013. V říjnu jely zvláštní vlaky na další tradiční akci – Výlov Hradeckého rybníka. I v roce 2016 jely tři nostalgické jízdy, a to: Odemykání lokálky, Tovačovský portál a Kojetínské hody a Vlaky na Výlov Hradeckého rybníka. V létě 2019 jely zvláštní vlaky každou sobotu od 29. června do 31. srpna – tzv. Hanácké léto na kolejích. Tyto jízdy jsou od roku 2020 pravidelně provozovány v době letních prázdnin.
V roce 2025 se dráha v úseku km 8,321 – nákladiště Tovačov dostala na seznam tratí, nepřekračujících zákonné minimum 300 vlaků ročně, a tudíž navrhované na zrušení či konzervaci.

## Navazující tratě

### Kojetín
- Trať 300 Brno hl. n. – Holubice – Nezamyslice – Kojetín – Přerov
- Trať 303 Kojetín – Kroměříž – Hulín – Valašské Meziříčí

## Galerie

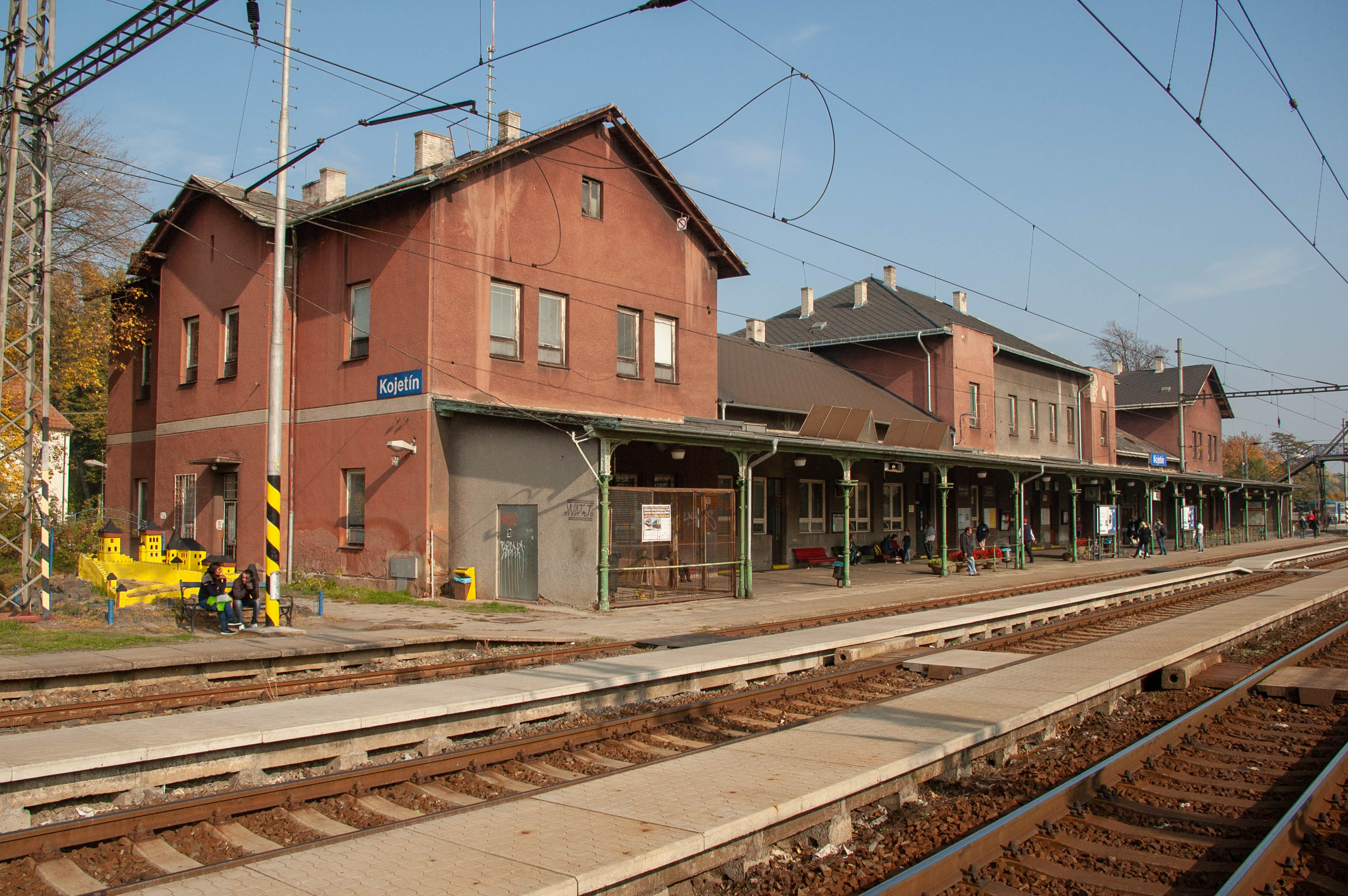
Nádraží Kojetín
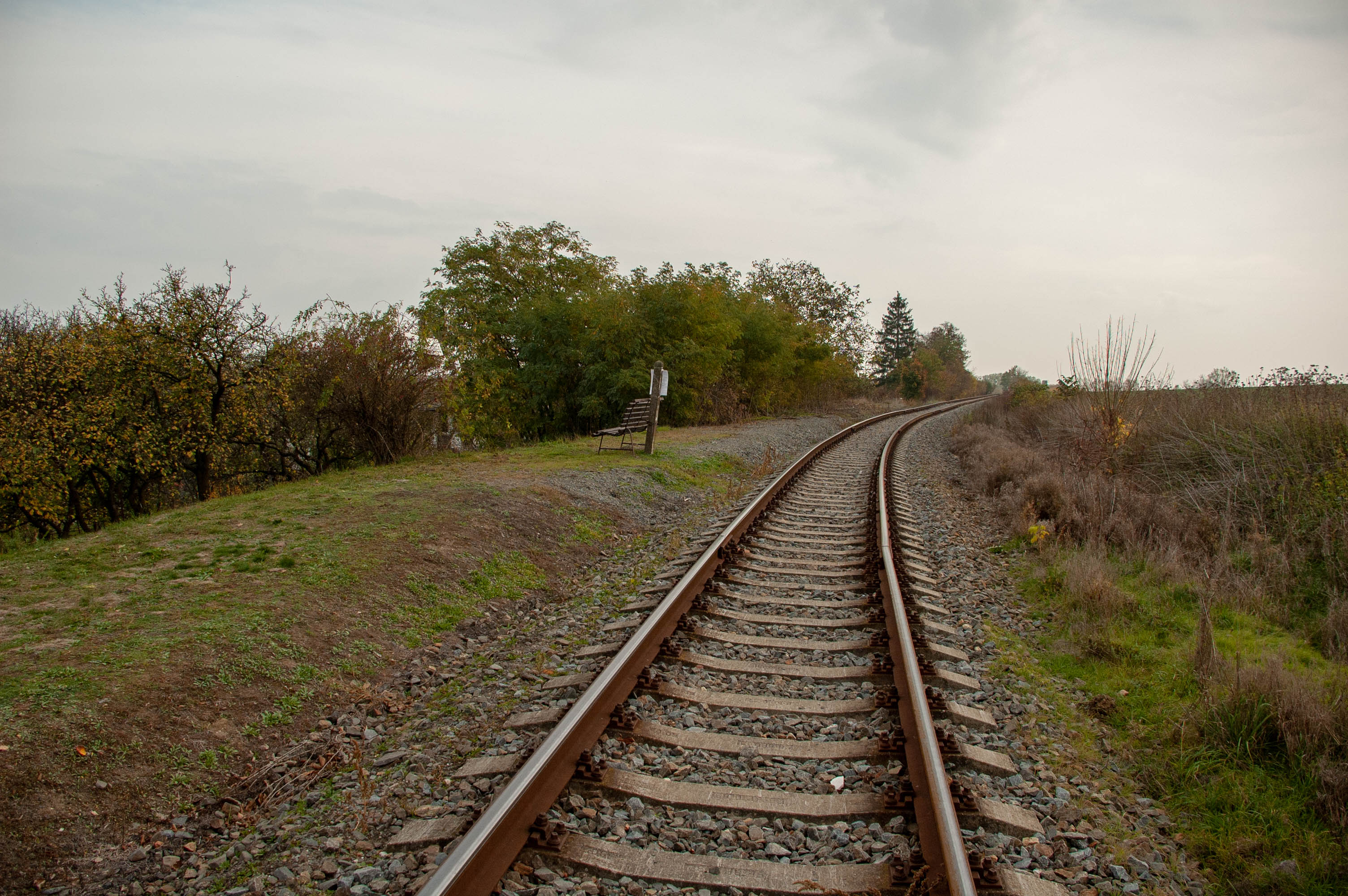
Zastávka Uhřičice obec
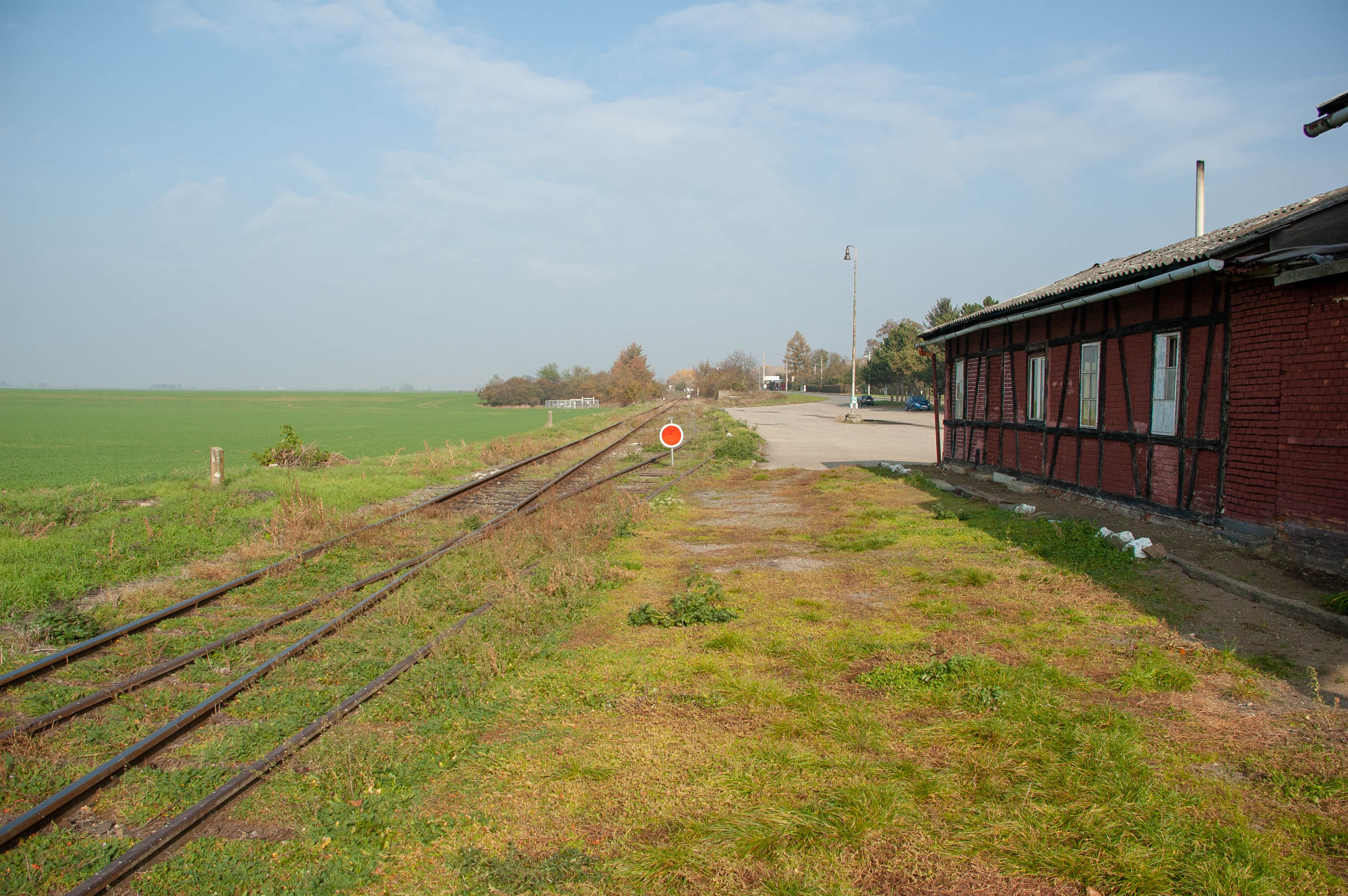
Nádraží Lobodice
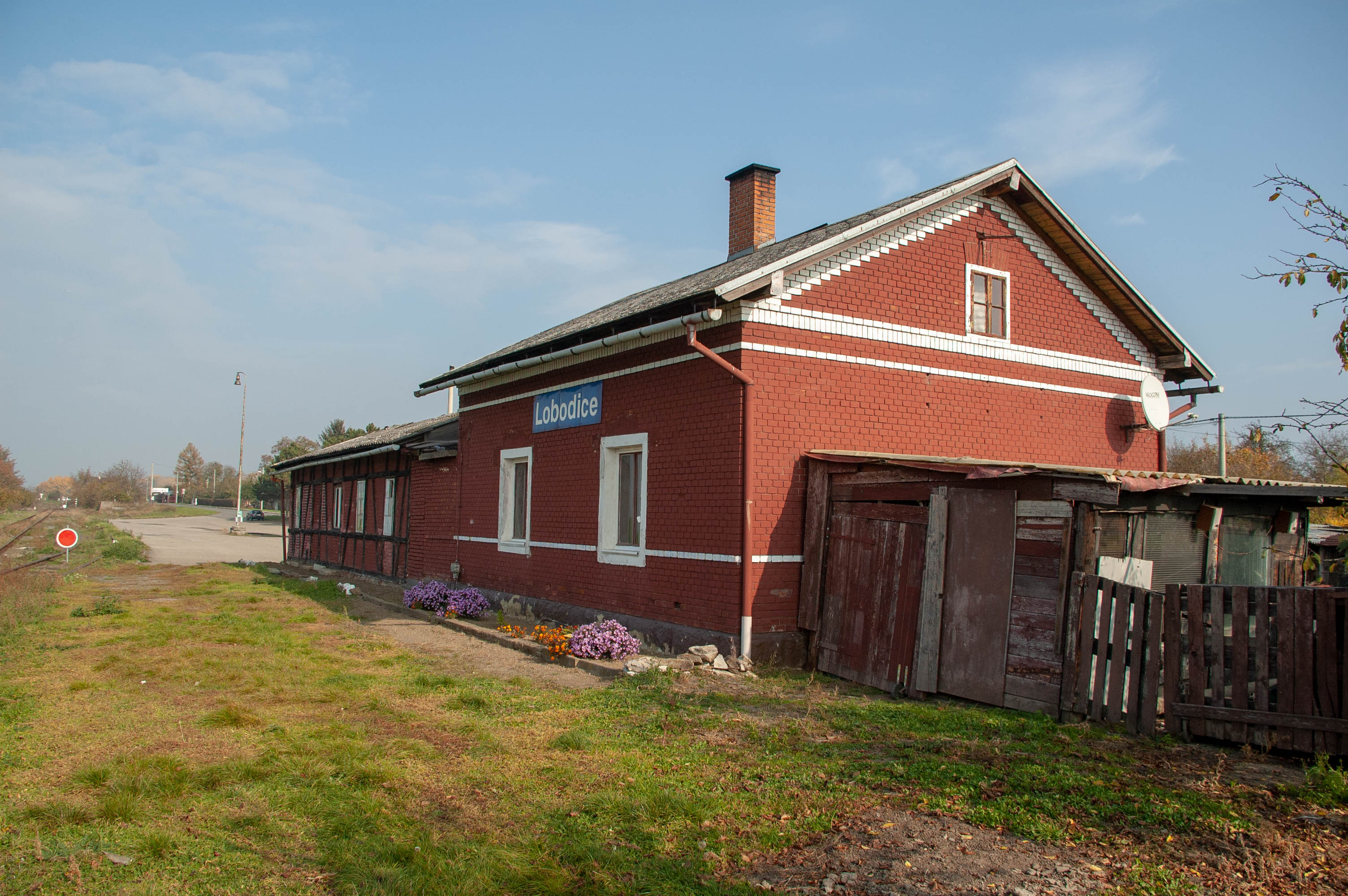
Nádražní budova v Lobodicích
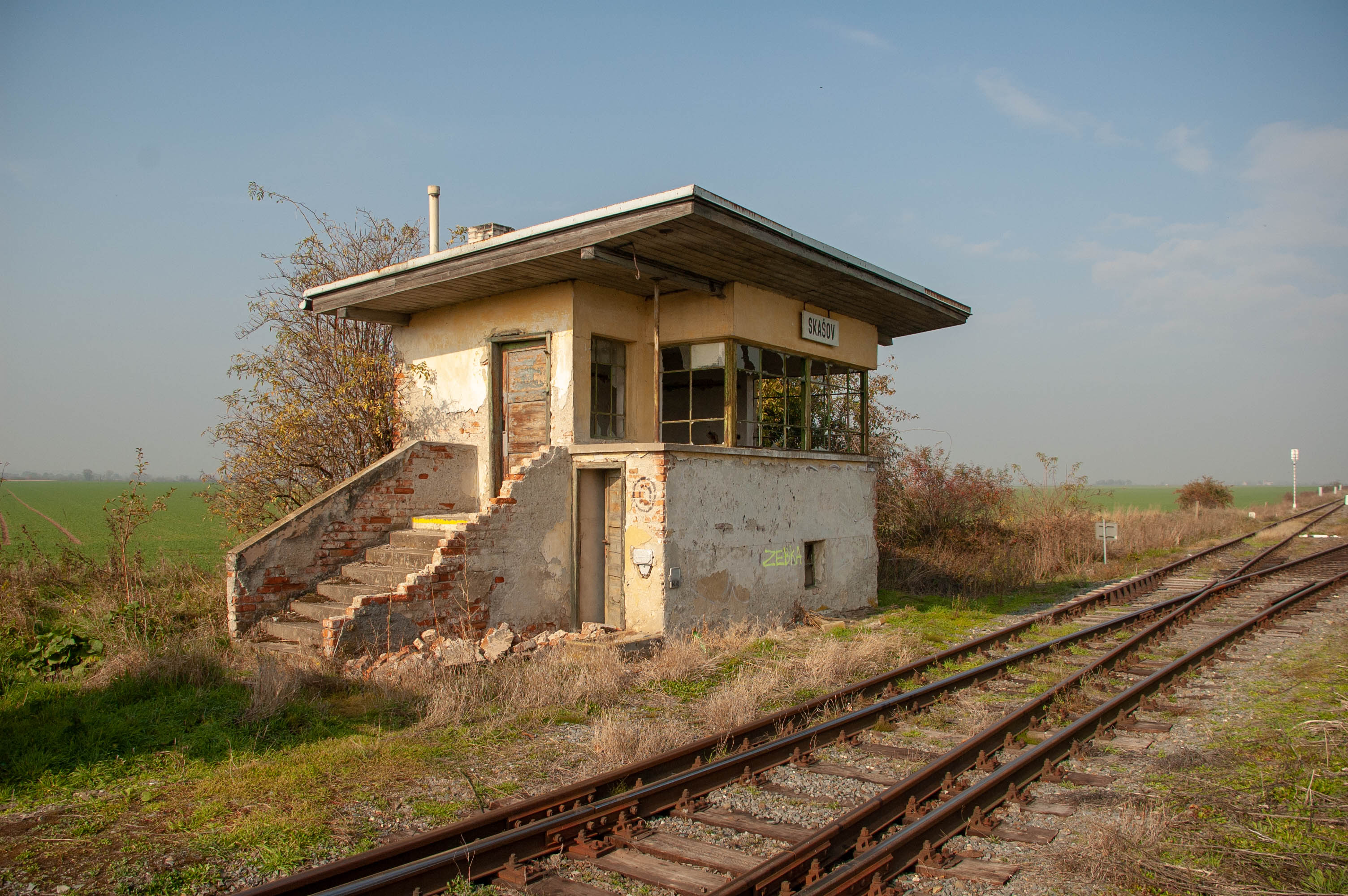
Hláska Skašov
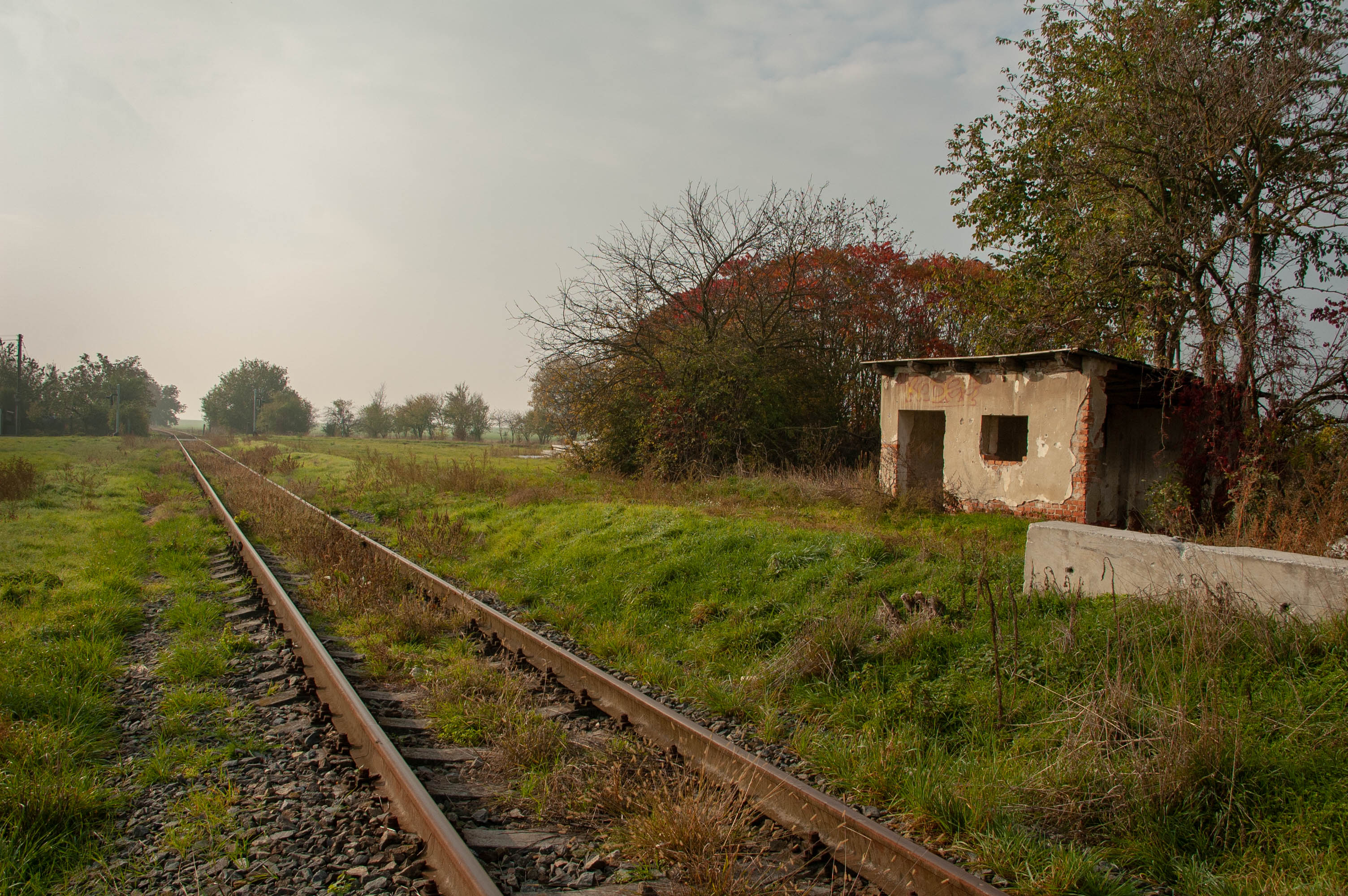
Zastávka Oplocany před obnovením
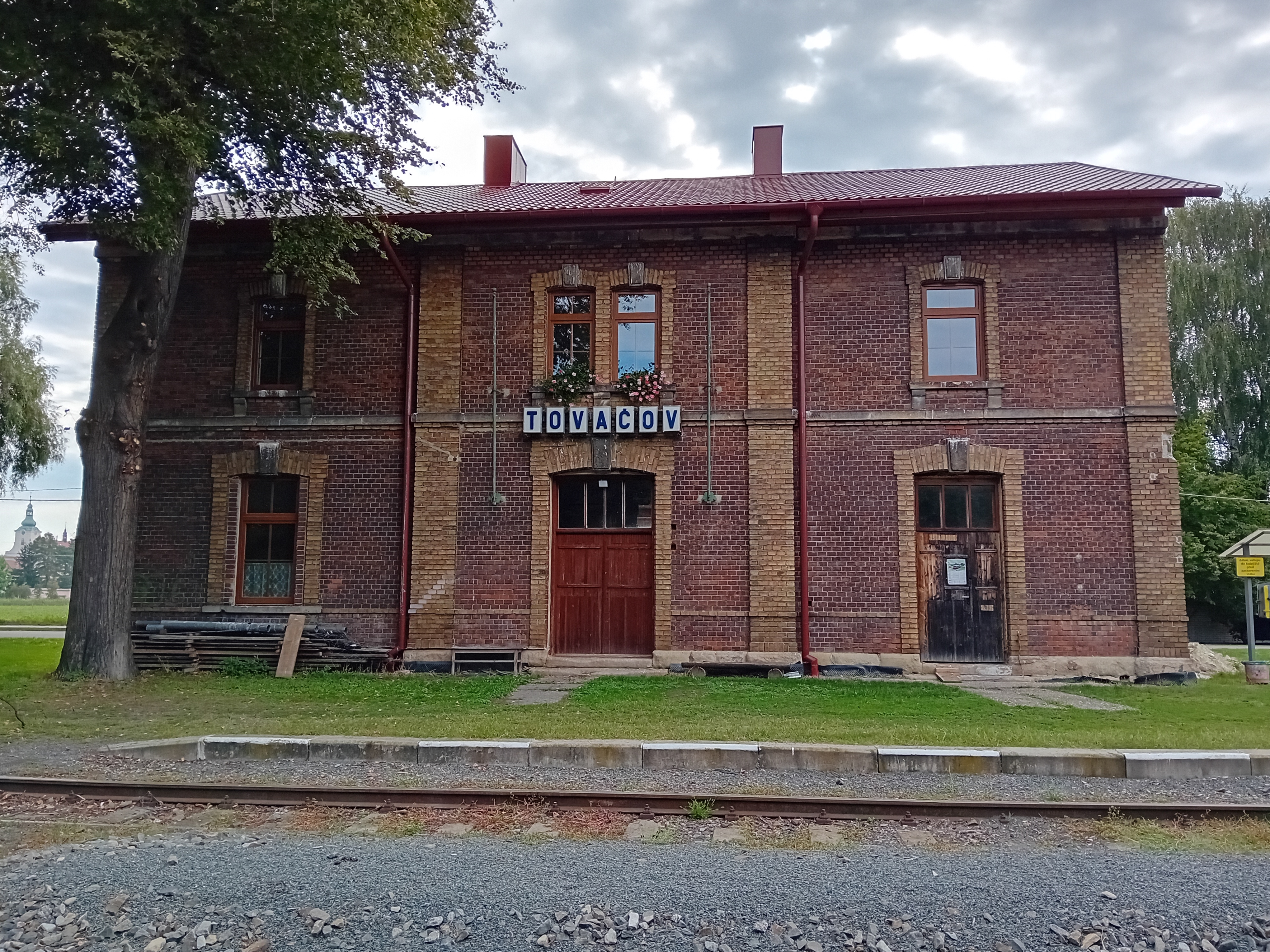
Nádraží Tovačov